# O, att med tusen tungors ljud
O, att med tusen tungors ljud är en psalmsång med fem verser i Metodistkyrkans psalmbok 1896 men bara fyra verser i Emil Gustafsons psalmbok Hjärtesånger 1895. Gustafson valde bibelcitatet "Till ditt namn och till ditt pris står själens längtan" Jesaja (tidigare stavat Esaia) 26:8.Till upplysning står vid psalmen att det är en Öfversättning.  Samma psalmnamn finns för nr 41 och nr 42 i Herde-Rösten 1892. För nr 41 uppger utgivaren Aug. Davis att han själv författat de fem verserna. För nr 42, som med undantag av sista strofen i fjärde versen är ordagrant lika översatt, står metodismens grundare John Wesley som författare, men högst troligt är att det korrekta är att hans yngre bror Charles Wesley diktat psalmen.. 
I original är psalmens namn O for a tousand tounges to sing (1739) och i tryck 1740. Då med Glory to God and praise and love.  Men i Wesley's Hymns 1790 nr 1, hade den åter fått den första raden. Titeln är Exrorting Sinners.  
Översättningen till svenska gjordes 1870. I Herde-Rösten skrevs fjärde versen sista strof "Ditt segerrika namn!" medan Emil Gustafson i Hjärtesånger 1895 lät trycka "Ditt segersälla namn!". Vem som gjort översättningen av Wesleys text anges inte, men för denna artikel är källan 5:e upplagan av Gustafsons Hjärtesånger. Oscar Lövgren (1964) uppger att den svenska översättningen troligen är av Jonas Stadling.
Melodin, som enligt den äldre brittiska angivelsen skulle sjungas och spelas [CM] och är troligen tonsatt av den amerikanske kompositören Jeremiah Ingalls.

## Publicerad i
- Metodistkyrkans psalmbok 1896 som nr 1 under rubriken Begynnelsepsalmer.
- Herde-Rösten 1892 som nr 41 under rubriken "Kärlek" med titeln "Frälsning av nåd" av Aug. Davis
- Herde-Rösten 1892 som nr 42 under rubriken "Kärlek" med titel "O, att med tusen tungors ljud" av John Wesley
- Hjärtesånger 1895 som nr 52 under rubriken "Om Jesu namn etc.".